# Senecio descoingsii
Senecio descoingsii là một loài thực vật có hoa trong họ Cúc. Loài này được (Humbert) jacobs. ex G.D.Rowley miêu tả khoa học đầu tiên năm 1990.